# Britische Königsfamilie
Die britische Königsfamilie besteht aus der Königin oder dem König des Vereinigten Königreichs Großbritannien und Nordirland und ihren jeweils engsten Verwandten. Alle Angehörigen gehören heute dem Haus Windsor an.

## Zugehörigkeitskriterien
Obwohl es keine strikte gesetzliche Definition gibt, wer ein Mitglied der königlichen Familie ist und wer nicht, werden, neben dem Monarchen („Seine Majestät“ / „Ihre Majestät“, His Majesty / Her Majesty, HM), üblicherweise jene Personen dazugerechnet, die den Titel „Seine königliche Hoheit“ oder „Ihre königliche Hoheit“ (His Royal Highness bzw. Her Royal Highness, HRH) tragen dürfen. Gemäß diesen Bedingungen zählt folgender Personenkreis zur königlichen Familie:
- der britische Monarch
- der Royal Consort
- die verwitweten Ehegatten früherer Monarchen
- die Kinder eines Monarchen
- die Ehegattinnen und verwitweten Ehegattinnen der Söhne eines Monarchen
- die Kinder der Söhne eines Monarchen (und deren Ehegattinnen und verwitweten Ehegattinnen)
- alle Kinder des ältesten Sohns des „Prince of Wales“[2]

Bis 1917 zählten alle Urenkel in der männlichen Linie zur königlichen Familie. Seit 1996 verlieren angeheiratete Mitglieder der königlichen Familie ihren Status, falls sie sich scheiden lassen oder nach dem Tod ihres Ehepartners erneut heiraten.

## Engerer Familienkreis
Zurzeit werden die folgenden Personen zum engeren Kreis der britischen Königsfamilie gezählt:
- König Charles III. und Königin Camilla
  - William, Prince of Wales und Catherine, Princess of Wales (der Thronfolger und seine Ehefrau)
    - Prinz George of Wales (Sohn des Thronfolgers)
    - Prinzessin Charlotte of Wales (Tochter des Thronfolgers)
    - Prinz Louis of Wales (Sohn des Thronfolgers)

  - Prinz Harry, Duke of Sussex und Meghan, Duchess of Sussex (jüngster Sohn des Königs und seine Ehefrau)
    - Prinz Archie of Sussex (Sohn des Duke of Sussex)
    - Prinzessin Lilibet of Sussex (Tochter des Duke of Sussex)
- Prinz Andrew, Duke of York (Bruder des Königs)
  - Prinzessin Beatrice, Mrs. Mapelli Mozzi (Tochter des Duke of York)
  - Prinzessin Eugenie, Mrs. Brooksbank (Tochter des Duke of York)
- Prinz Edward, Duke of Edinburgh und Sophie, Duchess of Edinburgh (der jüngste Bruder des Königs und seine Ehefrau)
  - James, Earl of Wessex (Sohn des Duke of Edinburgh)
  - Lady Louise Mountbatten-Windsor (Tochter des Duke of Edinburgh)
- Anne, Princess Royal (Schwester des Königs)
- Prinz Richard, Duke of Gloucester und Birgitte, Duchess of Gloucester (Onkel 2. Grades des Königs und seine Ehefrau)
- Prinz Edward, Duke of Kent und Katharine, Duchess of Kent (Onkel 2. Grades des Königs und seine Ehefrau)
- Prinz Michael of Kent und Marie Christine von Reibnitz (Onkel 2. Grades des Königs und seine Ehefrau)
- Prinzessin Alexandra, Lady Ogilvy (Tante 2. Grades des Königs)

Nachdem mögliche Verbindungen Prinz Andrews zum Skandal rund um den Sexualstraftäter Jeffrey Epstein ans Licht gekommen waren, wurde im Mai 2020 bekanntgegeben, dass er das Königshaus nicht mehr vertritt.
Der Duke von Sussex und seine Ehefrau haben Großbritannien verlassen und sind in die USA gezogen. Sie nehmen keine offiziellen Termine mehr wahr, zählen aber weiterhin zur königlichen Familie.

## Frühere Mitglieder der Königsfamilie
In den letzten Jahren verstorbene Mitglieder der königlichen Familie:
- Königin Elisabeth II. († 2022, Mutter von König Charles III.)
- Prinz Philip, Duke of Edinburgh († 2021; Ehemann von Königin Elisabeth II.)
- Prinzessin Alice, Duchess of Gloucester († 2004; Schwiegertochter von König Georg V.)
- Elizabeth Bowes-Lyon († 2002; Mutter von Königin Elisabeth II.)

Geschiedene Ehegatten von Mitgliedern der königlichen Familie (keine Mitglieder der offiziellen königlichen Familie):
- Sarah, Duchess of York (ehemalige Gattin des Duke of York)
- Mark Phillips (ehemaliger Gatte der Princess Royal)

## Aufgaben
Außer für den Regenten ergibt sich aus der Zugehörigkeit zur königlichen Familie grundsätzlich keine gesetzliche Aufgabe. Ausnahmen sind der Royal Consort und die ersten vier Erwachsenen in der Thronfolge, die als Staatsräte Amtsgeschäfte des Monarchen durchführen können und damit staatsrechtliche Aufgaben haben. Die derzeitigen Staatsräte sind Königin Camilla, William, Prince of Wales, Harry, Duke of Sussex, Andrew, Duke of York und Princess Beatrice. Zudem wurden im Dezember 2022 mit dem Counsellors of State Act 2022 Anne, Princess Royal und Edward, Duke of Edinburgh zu Staatsräten auf Lebenszeit ernannt.
Darüber hinaus spielt die königliche Familie in der Vertretung des Königs in der Öffentlichkeit eine zentrale Rolle. Schwerpunkte ihrer Tätigkeit sind die Teilnahme an offiziellen Veranstaltungen und die Schirmherrschaft und Präsidentschaft über Verbände und sonstige Organisationen.
Zudem sind fast alle Mitglieder der Königsfamilie Ehrenoberst einer Anzahl von Einheiten aller Teilstreitkräfte im Vereinigten Königreich und in anderen Staaten des Commonwealth. Männliche Mitglieder der königlichen Familie haben im Regelfall eine Offiziersausbildung durchlaufen und dann mehrere Jahre als Offizier in den britischen Streitkräften gedient.
Ein enger Personenkreis der königlichen Familie nimmt diese Aufgaben in Vollzeit wahr (englisch senior working royals). Neben den Monarchen fallen gegenwärtig darunter:
- William, Prince of Wales und Catherine, Princess of Wales,
- Edward, Duke of Edinburgh und Sophie, Duchess of Edinburgh,
- Anne, Princess Royal.

Prinzessin Anne gilt dabei bereits seit vielen Jahren als das Mitglied mit den meisten Terminen der königlichen Familie. Als weitere hauptamtliche Mitglieder (englisch working royals) der königlichen Familie gelten traditionell:
- Edward, Duke of Kent,
- Richard, Duke of Gloucester und Birgitte, Duchess of Gloucester,
- Prinzessin Alexandra.

Sie nehmen aber aufgrund ihres fortgeschrittenen Alters nur noch selten öffentliche Termine wahr und sind damit die letzten Jahre in den Hintergrund getreten.
Hauptamtliche Mitglieder erhalten ihre finanziellen Zuwendungen direkt aus dem Haushalt des Monarchen oder des Thronfolgers, um ihre Aufwendungen zu erstatten und ihnen einen Lebensstandard zu sichern, der ihren repräsentativen Aufgaben entspricht. Es wird erwartet, dass sie keinen anderen Beruf ausüben oder einer Beschäftigung nachgehen, die sie in Konflikt mit ihren Aufgaben bringt.
Andere Mitglieder der Königsfamilie nehmen nur gelegentlich Repräsentationsaufgaben wahr, wobei sie aber dabei den Monarchen nicht vertreten. Dies betrifft insbesondere Familientreffen wie Taufen, Hochzeiten oder Begräbnisse der königlichen Familie und jährlich wiederkehrende Veranstaltungen wie die Pferderennen in Ascot und Trooping the Colour. Sie erhalten im Regelfall keine Zuwendungen vom Monarchen oder Thronfolger – wenn, dann nur von den Eltern – und haben einen Beruf oder gehen in jungen Jahren in die Schule, durchlaufen eine Ausbildung oder ein Studium oder dienen im Militär.